# Carrier Air Wing

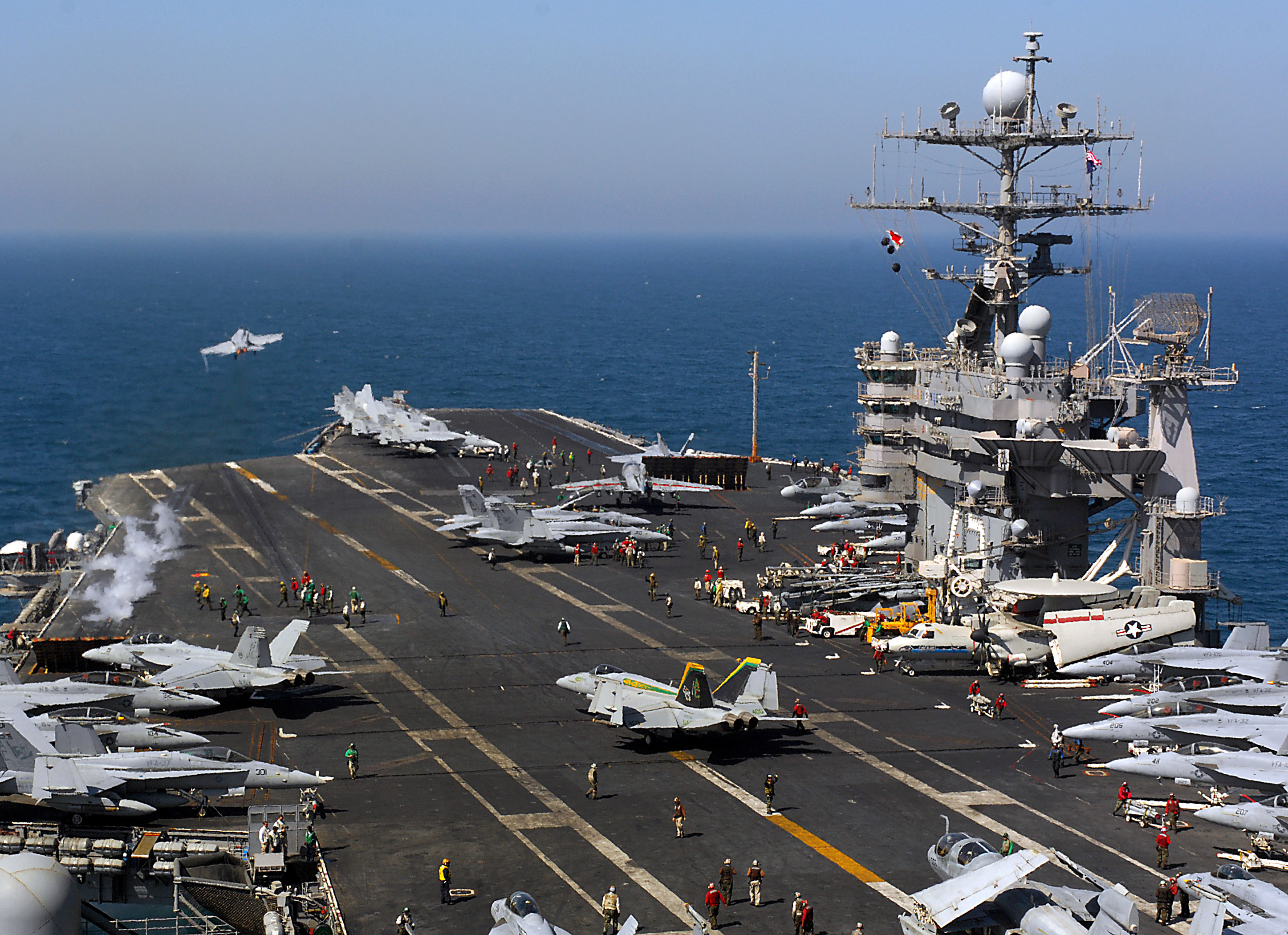
Carrier Air Wing Three (CVW-3) im Februar 2008 an Deck der Harry S. Truman

Ein Carrier Air Wing (CVW) oder eine Carrier Air Group ist ein Geschwader von Kampfflugzeugen der US Navy, welches auf einem Flugzeugträger stationiert ist. Die Schlagkraft einer Flugzeugträgerkampfgruppe wird vor allem vom Carrier Air Wing und seiner elektronischen Kampfführung bestimmt. Es besteht aus mehreren Staffeln und Abteilungen.

## Entwicklung
Im Jahr 1938 wurde die erste Carrier Air Group gebildet. Am 20. Dezember 1963 erfolgte die Bezeichnungsänderung zu Carrier Air Wing. Die Kurzbezeichnung CVW besteht aus der Flugzeugträger-Kennung CV und dem ersten Buchstaben von Wing.
Die erste Carrier Air Group wurde auf dem ersten Flugzeugträger der US Navy, der Langley, in Dienst gestellt. Bis Mitte 1942 gab es keine Nummerierung der Air Groups, sie wurden schlicht nach den Flugzeugträgern benannt. So war beispielsweise die Lexington Air Group auf dem Flugzeugträger Lexington stationiert. Die Nummerierung der Staffeln innerhalb des Trägergeschwaders entsprach der Schiffskennung. So war die Lexington z. B. der Flugzeugträger Nr. 2, „CV-2 USS Lexington“, und die Staffeln hatten alle die Nummer 2, Jagdstaffel VF-2, Bomberstaffel VB-2, Aufklärungsstaffel VS-2 und Torpedostaffel VT-2. Jede der Staffeln hatte ca. 18 Flugzeuge.
Nachdem jedoch in der Schlacht im Korallenmeer und der Schlacht um Midway die Air Groups stark dezimiert wurden, musste diese Praxis aufgegeben werden und es wurde eine Nummerierung eingeführt, die nun unabhängig von den Trägern war, auf denen sie stationiert waren.
Die Erfordernisse des Pazifikkrieges veränderten auch die Zusammensetzung der Trägergeschwader. So verschwanden die Aufklärungsstaffeln (VS) schon 1942, während die Anzahl der Jagdflugzeuge bis Kriegsende stetig anstieg. 1943 hatte ein typisches Trägergeschwader eines Trägers der Essex-Klasse 36 Jagdflugzeuge (VF), 36 Bomber (VB) und 18 Torpedoflugzeuge (VT) an Bord. 1945 wuchs die Zahl der Jagdflugzeuge auf 72 an und die Bomber und Torpedoflugzeuge wurden auf je 15 reduziert. Allerdings konnten die Jagdflugzeuge auch als Jagdbomber eingesetzt werden, was sich bis heute nicht geändert hat.
Während des Korea-Krieges bestand ein Trägergeschwader meist aus 4 Jagdstaffeln (VF) mit ca. 58 Flugzeugen und einer Jagdbomberstaffel (VA) mit 14 Flugzeugen. Hinzu kamen nun erstmals je 2–4 Flugzeuge von Staffeln zur Fotoaufklärung (VAP), zur Luftraumüberwachung (VAW) und zur elektronischen Kampfführung (VAQ). Im Vietnam-Krieg hatte ein Trägergeschwader meist eine Jagdstaffel weniger, dafür aber eine Allwetter-Bomber-Staffel (VA) mit 16 Grumman A-6 Intruder auf den großen Flugzeugträgern, während die Geschwader auf den Trägern der Essex-Klasse mit drei Staffeln mit A-4 Skyhawk oder A-7 Corsair II ausgerüstet waren.
1960 bis 1973 gab es zusätzlich noch U-Jagd-Geschwader (CVSG). Diese setzten sich aus zwei U-Jagd-Staffeln (VS) und einer U-Jagd-Staffel mit Hubschraubern (HS) zusammen. Hinzu kamen wiederum je drei Flugzeuge zur Luftraumüberwachung, zur Fotoaufklärung und drei Jagdbomber zur Selbstverteidigung (VA oder VSF).
1975 wurden die U-Jagd-Staffeln in die Trägergeschwader integriert, sodass es nun aus zwei Jagdstaffeln (VF), zwei Jagdbomberstaffeln (VA), einer U-Jagd-Staffel (VS), einer U-Jagdstaffel mit Hubschraubern (HS), einer Luftraumüberwachungsstaffel (VAW) und einer Staffel zur elektronischen Kampfführung (VAQ) bestand. Zusätzlich befanden sich meist noch einige Kurierhubschrauber und -flugzeuge an Bord. Die Fotoaufklärerstaffeln (RVAH) mit RA-5C Vigilante wurden bis Ende der 1970er Jahre ausgemustert.
2006 wurden die letzten Jagdstaffeln (VF) mit Grumman F-14 Tomcat ausgemustert, bzw. nach der Umrüstung auf die F-18 in Jagdbomberstaffeln (VFA) umbenannt. Ferner wurden die mit Lockheed S-3 Viking ausgerüsteten U-Jagd-Staffeln bis 2009 ausgemustert.

## Zusammensetzung

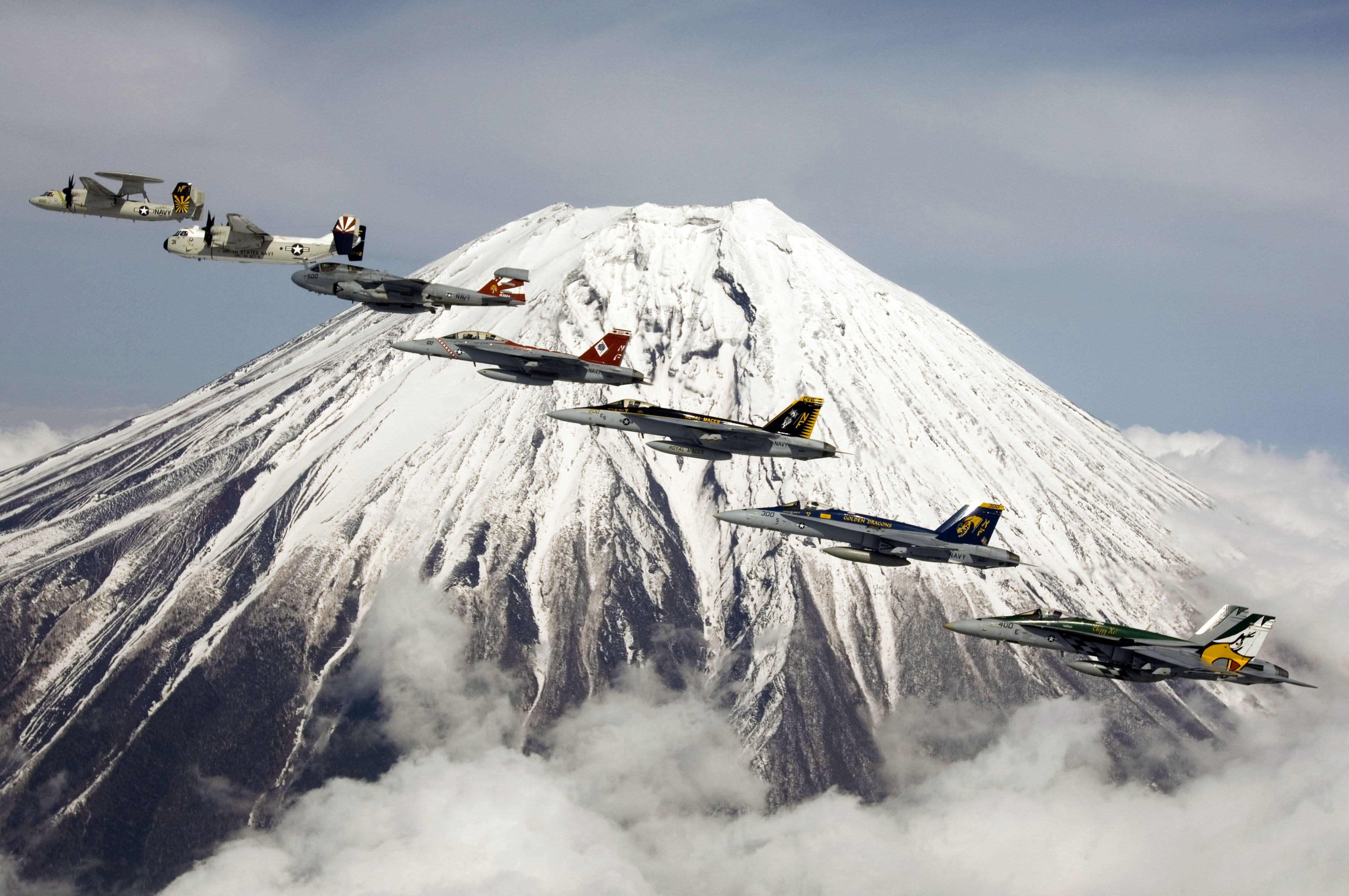
Formationsflug der CAG Birds des CVW-5 (2007)

Im Jahr 2018 besteht ein Carrier Air Wing der US Navy im Kern aus vier Angriffsstaffeln (Navy Strike Fighter Squadrons, VFA) mit F/A-18E/F „Super Hornet“. Unterstützt werden diese von einer Staffel zur Elektronischen Kampfführung (VAQ) mit vier EA-18G, einer Frühwarnstaffel (VAW) mit vier oder fünf E-2C bzw. D „Hawkeye“, einer Rotte der Flottenlogistik-Unterstützungsstaffeln (VRC) mit zwei C-2A „Greyhound“, einer Hubschrauberstaffel zur U-Bootbekämpfung (HSM) und eine Such- und Rettungsstaffel (HSC) mit fünf MH-60S „Seahawk“ (HSM) und fünf MH-60R „Sea Hawk“ (HSC). Zeitweise ersetzt bei den Trägergeschwadern eine Angriffsstaffel des US Marine Corps (VMFA) mit F/A-18C(N) „Hornet“ eine Angriffsstaffel der US Navy.
| 1995         | 1995                        | 1995             | 2015         | 2015                        | 2015             | für 2025 geplant | für 2025 geplant            | für 2025 geplant |       |
| Squadron-Typ | eingesetztes Flugzeugmuster | Anzahl Flugzeuge | Squadron-Typ | eingesetztes Flugzeugmuster | Anzahl Flugzeuge | Squadron-Typ     | eingesetztes Flugzeugmuster | Anzahl Flugzeuge | Modex |
| ------------ | --------------------------- | ---------------- | ------------ | --------------------------- | ---------------- | ---------------- | --------------------------- | ---------------- | ----- |
| VF           | F-14                        | 12               | VFA          | F/A-18F                     | 12               | VFA              | F/A-18F                     | 12               | 1xx   |
| VF/VFA       | F-14/F/A-18                 | 12               | VFA          | F/A-18E                     | 12               | VFA              | F/A-18E                     | 12               | 2xx   |
| VFA          | F/A-18                      | 12               | VFA          | F/A-18E                     | 10               | VFA              | F/A-18E                     | 10               | 3xx   |
| VFA          | F-14/F/A-18                 | 12               | VFA          | F/A-18E                     | 10               | VFA              | F-35C                       | 10               | 4xx   |
| VAQ          | EA-6B                       | 4                | VAQ          | EA-18G                      | 4                | VAQ              | EA-18G                      | 7                | 5xx   |
| VAW          | E-2C                        | 4                | VAW          | E-2C/D                      | 4/5              | VAW              | E-2D                        | 5                | 60x   |
| HS           | SH-60F, HH-60H              | 8                | HSC          | MH-60S                      | 6                | HSC              | MH-60S                      | 6                | 61x   |
| -            | -                           | -                | HSM          | MH-60R                      | 5                | HSM              | MH-60R                      | 5                | 7xx   |
| VS           | S-3B                        | 8                | -            | -                           | -                | VUQ det          | MQ-25A                      | 5                |       |
| VQ det       | ES-3A                       | 2                | -            | -                           | -                | -                | -                           | -                |       |
| VRC det      | C-2A                        | 2                | VRC det      | C-2A                        | 2                | VRC det          | CMV-22                      | 3                | xx    |
| Gesamtzahl   | Gesamtzahl                  | 76               |              |                             | 65/66            |                  |                             | 75               |       |

VF: Fighter Squadron, VFA: Strike Fighter Sqn, VAQ: Tactical Electronic Warfare Sqn, ab 1998: Electronic Attack Sqn, VAW: Carrier Airborne Early Warning Sqn, HS: Helicopter Anti-submarine Sqn, HSC: Helicopter Sea Combat Sqn, HSM: Helicopter Marine Strike Sqn, VS: Air Anti-submarine Sqn, VQ: Fleet Air Reconnaissance Sqn, VRC: Fleet Logistics Support Sqn, VRM: Fleet Logistics Support Multi-mission Sqn, VUQ: Unmanned Fixed-wing Reconnaissance Sqn.
Diese Zusammensetzung erlaubt eine Aktionsreichweite von mehreren hundert Kilometern um die Position des Flugzeugträgers. Ebenfalls ist so eine weite Verteidigungslinie und ein Frühwarnsystem gegen Luft-, Überwasser- und Unterwasserangriffe vorhanden.
Ein Carrier Air Wing wird in der Regel von einem Captain (OF-5), dem Commander Air Group (CAG), kommandiert. Derzeit hat ein Trägergeschwader eine Personalstärke von 2.480 Offizieren und Mannschaften. Von diesen gehören ca. 255 Offiziere und 1490 Mannschaften zu den Staffeln.

### Geschwaderkennung

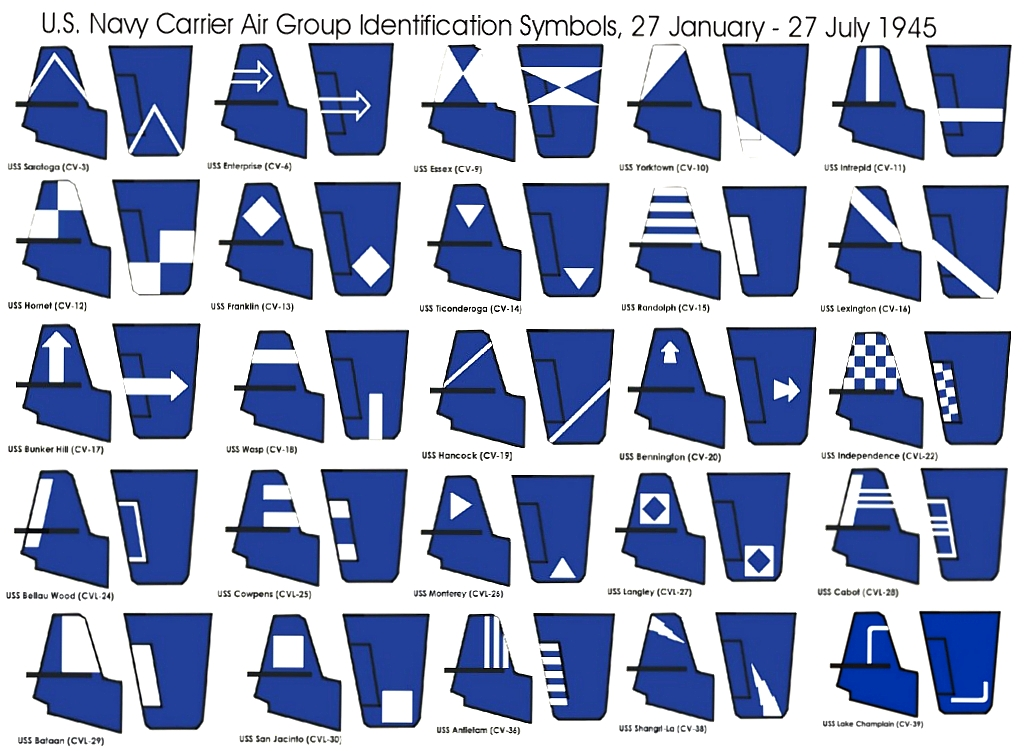
1945 wurden die ersten Geschwaderkennungen eingeführt

Seit 1945 gibt es bei der U.S. Navy ein festes System zur Identifizierung von Geschwadern oder Staffeln (Visual Identification System for Naval Aircraft). Anfänglich bestand dies aus geometrischen Mustern auf dem Heckleitwerk. Da diese jedoch schwer zu merken oder zu beschreiben waren, wurden schon im Juni 1945 Buchstaben eingeführt, um die Geschwader zu unterscheiden. 1957 wurden die einzelnen Buchstaben durch doppelte ersetzt. Im Allgemeinen hatten und haben die Geschwader der Atlantikflotte als ersten Buchstaben ein „A“, die der Pazifikflotte ein „N“. Die einzelnen Staffeln des Geschwaders werden in 100er-Schritten durchnummeriert. Flugzeuge, die formal dem Geschwaderkommandeur (Commander, Air Group (CAG)) zugeordnet sind (CAG Bird), erkennt man an der auf „00“ endenden taktischen Nummer.
Beispielhaft sei die Zusammensetzung des Carrier Air Wing Eleven im September 2018 genannt: Commander Air Group (CAG) ist Captain Steven M. Jaureguizar. Neun Staffeln gehören zum CVW-11, das auf dem Träger USS Nimitz stationiert ist und den Leitwerkscode (Tailcode) NH trägt:
| Taktische Nummer (Modex) | Staffel/Spitzname       | Flugzeugtyp          |
| ------------------------ | ----------------------- | -------------------- |
| NH-1xx                   | VFA-154 Black Knights   | F/A-18F Super Hornet |
| NH-2xx                   | VFA-147 Argonauts       | F-35C Lightning II   |
| NH-3xx                   | VFA-146 Blue Diamonds   | F/A-18E Super Hornet |
| NH-4xx                   | VMFA-323 Death Rattlers | F/A-18C(N) Hornet    |
| NH-5xx                   | VAQ-142 Gray Wolves     | EA-18G Growler       |
| NH-60x                   | VAW-115 Liberty Bells   | E-2C Hawkeye 2000 NP |
| NH-61x                   | HSC-8 Eightballers      | MH-60S Seahawk       |
| NH-7xx                   | HSM-75 Wolfpack         | MH-60R Seahawk       |
| NH-xx                    | VRC-30 Det. 3 Providers | C-2A Greyhound       |

Das auf dem Flugdeck arbeitende Personal trägt zur besseren Unterscheidung farbige Kleidung.
| Landeoffiziere | Katapult-Crew | Waffenwarte   | Treibstoff-Crew |
|                |               |               |                 |
| Flugzeugwarte  | Einweiser     | Flugdeck-Crew | Piloten         |
|                |               |               |                 |

In Einzelnen sind folgende Farben folgenden Tätigkeiten zugeordnet:
| Farbe | englische Bezeichnung | (ungefähre) deutsche Bezeichnung |
| ----- | --- | --- |
| Gelb  | aircraft handling officers catapult and arresting gear officers plane directors | Offiziere für das „Abfertigen“ der Flugzeuge Offiziere für Katapulte und Landeeinrichtungen Flugzeug-Einweiser |
| Grün  | catapult and arresting gear crews air wing maintenance personnel air wing quality control personnel cargo-handling personnel ground support equipment (GSE) troubleshooters hook runners photographer’s mates helicopter landing signal enlisted personnel (LSE) | Crew der Katapulte und Landeeinrichtungen Instandhaltungspersonal des CVW Qualitätskontrolle des CVW Frachtpersonal Troubleshooter Fanghaken-Personal Fotografen Mannschaften für die Landeeinweisung der Hubschrauber |
| Weiß  | squadron plane inspectors landing signal officer (LSO) air transfer officers (ATO) liquid oxygen (LOX) crews safety observers medical personnel | Flugzeug-Kontrolleure der Staffeln Landeoffiziere Logistik-Offiziere Crew für flüssigen Sauerstoff Sicherheitsbeobachter medizinisches Personal                                                                        |
| Rot   | ordnancemen crash and salvage crews explosive ordnance disposal (EOD) | Waffenwarte Flugzeug-Unfall-Personal Kampfmittelräumdienst |
| Blau  | plane handlers aircraft elevator operators tractor drivers messengers and phone talkers | Flugzeug-Personal Aufzug-Personal Flugzeug-Traktor-Fahrer Melder |
| Lila  | aviation fuel handlers | Personal für das Betanken der Flugzeuge |
| Braun | air wing plane captains air wing line leading petty officers | Flugzeugwarte des CVW Flugzeugwarte |

## Aktive Carrier Air Wings der US Navy
Seit 1963 erkennt man die Trägergeschwader an einem aus zwei Buchstaben bestehenden Code auf dem Heckleitwerk („Tailcode“) der Flugzeuge.
| CVW    | Wappen | Tailcode | Flugzeugträger       | Heimatbasis        | Quelle |
| ------ | ------ | -------- | -------------------- | ------------------ | ------ |
| CVW-1  |        | AB       | Harry S. Truman      | NAS Oceana         |        |
| CVW-2  |        | NE       | Carl Vinson          | NAS Lemoore        |        |
| CVW-3  |        | AC       | Dwight D. Eisenhower | NAS Oceana         |        |
| CVW-5  |        | NF       | Ronald Reagan        | NAF Atsugi         |        |
| CVW-7  |        | AG       | George H. W. Bush    | NAS Oceana         |        |
| CVW-8  |        | AJ       | Gerold R. Ford       | NAS Oceana         |        |
| CVW-9  |        | NG       | Abraham Lincoln      | NAS Lemoore        |        |
| CVW-11 |        | NH       | Theodore Roosevelt   | NAS Lemoore        |        |
| CVW-17 |        | NA       | Nimitz               | NAS Lemoore        |        |
| TSW    |        | AF       | *                    | NAS JRB Fort Worth |        |

* Das Tactical Support Wing ist das Geschwader der US-Navy-Reserve (bis 31. März 2007 „Reserve Carrier Air Wing 20 (CVWR-20)“).

## Aufgelöste Carrier Air Wings der US Navy
- Carrier Air Wing Four (CVW-4)
- Carrier Air Wing Six (CVW-6)
- Carrier Air Wing Ten (CVW-10)
- Carrier Air Wing Twelve (CVW-12)
- Carrier Air Wing Thirteen (CVW-13)
- Carrier Air Wing Fourteen (CVW-14)
- Carrier Air Wing Fifteen (CVW-15)
- Carrier Air Wing Sixteen (CVW-16)
- Carrier Air Wing Nineteen (CVW-19)
- Carrier Air Wing Twenty-one (CVW-21)
- Reserve Carrier Air Wing Thirty (RCVW-30)
- Antisubmarine Carrier Air Group Fifty (CVSG-50)
- Antisubmarine Carrier Air Group Fifty-one (CVSG-51)
- Antisubmarine Carrier Air Group Fifty-two (CVSG-52)
- Antisubmarine Carrier Air Group Fifty-three (CVSG-53)
- Antisubmarine Carrier Air Group Fifty-four (CVSG-54)
- Antisubmarine Carrier Air Group Fifty-five (CVSG-55)
- Antisubmarine Carrier Air Group Fifty-six (CVSG-56)
- Antisubmarine Carrier Air Group Fifty-seven (CVSG-57)
- Antisubmarine Carrier Air Group Fifty-eight (CVSG-58)
- Antisubmarine Carrier Air Group Fifty-nine (CVSG-59)
- Antisubmarine Carrier Air Group Sixty (CVSG-60)
- Antisubmarine Carrier Air Group Sixty-two (CVSG-62)
- Reserve Antisubmarine Carrier Air Group Seventy (CVSGR-70)
- Reserve Antisubmarine Carrier Air Group Eighty (CVSGR-80)